# Sainte-Feyre-la-Montagne
Sainte-Feyre-la-Montagne è un comune francese di 128 abitanti situato nel dipartimento della Creuse nella regione della Nuova Aquitania.

## Società

### Evoluzione demografica
Abitanti censiti